# Дорфман, Моисей Давидович
Моисей Давидович Дорфман (2 февраля 1908 — 11 ноября 2006, Москва) — советский учёный, геолог; старейший член Российского минералогического общества, исследователь щелочных массивов Кольского полуострова, Монголии и др. Одним из главных своих открытий он называл обнаруженные им впервые в Заполярье.
Автор классификации нефелинсодержащих пород. Установил, что в Хибинах проявлен мощный доледниковый процесс химического выветривания, который ранее отвергался, обнаружил современную площадную циркониевую кору выветривания.
М. Д. Дорфман участвовал в открытии ряда новых минералов, был автором первых находок в СССР дельхайелита (на Юкспоре), кридита (в Акчатау) и др.
Более 50 лет М. Д. Дорфман проработал в Минералогическом музее РАН, где он долгое время был организатором заседаний научного кружка, история которого начиналась при А. Е. Ферсмане в 1920-е годы. В честь М. Д. Дорфмана назван минерал Дорфманит.

## Публикации
Автор более 120 печатных работ, в том числе трёх монографий: «Минералогия пегматитов и зон выветривания в ийолит-уртитах горы Юкспор Хибинского массива.» М., 1962, 168 с.; Соавтор монографии «Минералогия Хибинского массива», удостоенной в 1983 г. премии им. А. Е. Ферсмана; «Минералогические и геохимические особенности Хан-Богдинского массива щелочных гранитов (Монгольская Народная Республика)» М.: Наука, 1981, 134 с.(в соавторстве с Н. В. Владыкиным и В. И. Коваленко)

### Из последних публикаций
- ДОРФМАН М. Д., ГРИБАНОВ А. В., НИКИФОРОВ А. Б. Особенности кристаллизации виллиомита в пегматитах агпаитовых пород. \\ Мир камня \ World of Stones,1994, № 3, С. 1-2 (4-5).
- ДОРФМАН М. Д. Из истории минералогического кружка при Минералогическом музее им. А. Е. Ферсмана РАН. \\ Мир камня \ World of Stones,1994, № 4, С. 33-35 (55).
- ДОРФМАН М. Д. Дельхайелит и особенности его образования. \\ Мир камня \ World of Stones,1995, #5\6, С.7-8 (12).
- ДОРФМАН М. Д. Встречи с Владимиром Никитовичем Лодочниковым. \\ Мир камня \ World of Stones,1996, № 11, С. 43-44 (40).
- Минералы Монголии. Коллективная монография. Издание Минералогического музея им. А. Е. Ферсмана РАН. М.: ЭКОСТ, 2006. — 352 с. (М. Д. Дорфман — автор описания клиногумита, миларита, монголита, коваленкоита и др.)